# Plagiothecium seligeri
Plagiothecium seligeri là một loài rêu trong họ Plagiotheciaceae. Loài này được (Brid.) Lindb. mô tả khoa học đầu tiên năm 1865.